# Borbély Zoltán (jogász)
Borbély Zoltán (1972–) magyar ügyvéd, sportripoter, szóvívó, a Pázmány Péter Katolikus Egyetem és a MÚOSZ oktatója. 

## Életpályája
Gyermekkorában kapus volt az Úttörőstadion együttesében, majd a labdarúgást korán abbahagyta. Pályafutását sportriporterként kezdte, számos olimpiai, világ- illetve Európa-bajnoki eseményről közvetített. Több portréfilmet készített, így a  “Paplaci”, “A Köztársaság nevében!”, valamint a Hidegkuti Nándorról szóló „Az ’Öreg’, egy legenda elköszön" című filmeket. Jogászi diplomát szerzett. 
1996-tól a Fővárosi Bíróságon, 2001-től a Fővárosi Főügyészségen, majd 2004 és 2014 között a Legfőbb Ügyészséggen dolgozott, ahol ügyész és az Ügyészség szóvivője volt. 2010 májusától 2013-ig a Magyar Labdarúgó-szövetség elnökségi tagja, jogi igazgatója és szóvivője volt.
Ezután visszatért a jogi pályához és 2014 óta ügyvédi praxist folytat.

## Társadalmi szerepvállalása
A Magyarországi Szóvivők Egyesületének alapító tagja

## Díjai, elismerései
- “Hiteles tájékoztatásért” díj (2009)